# Місто-мільйонник

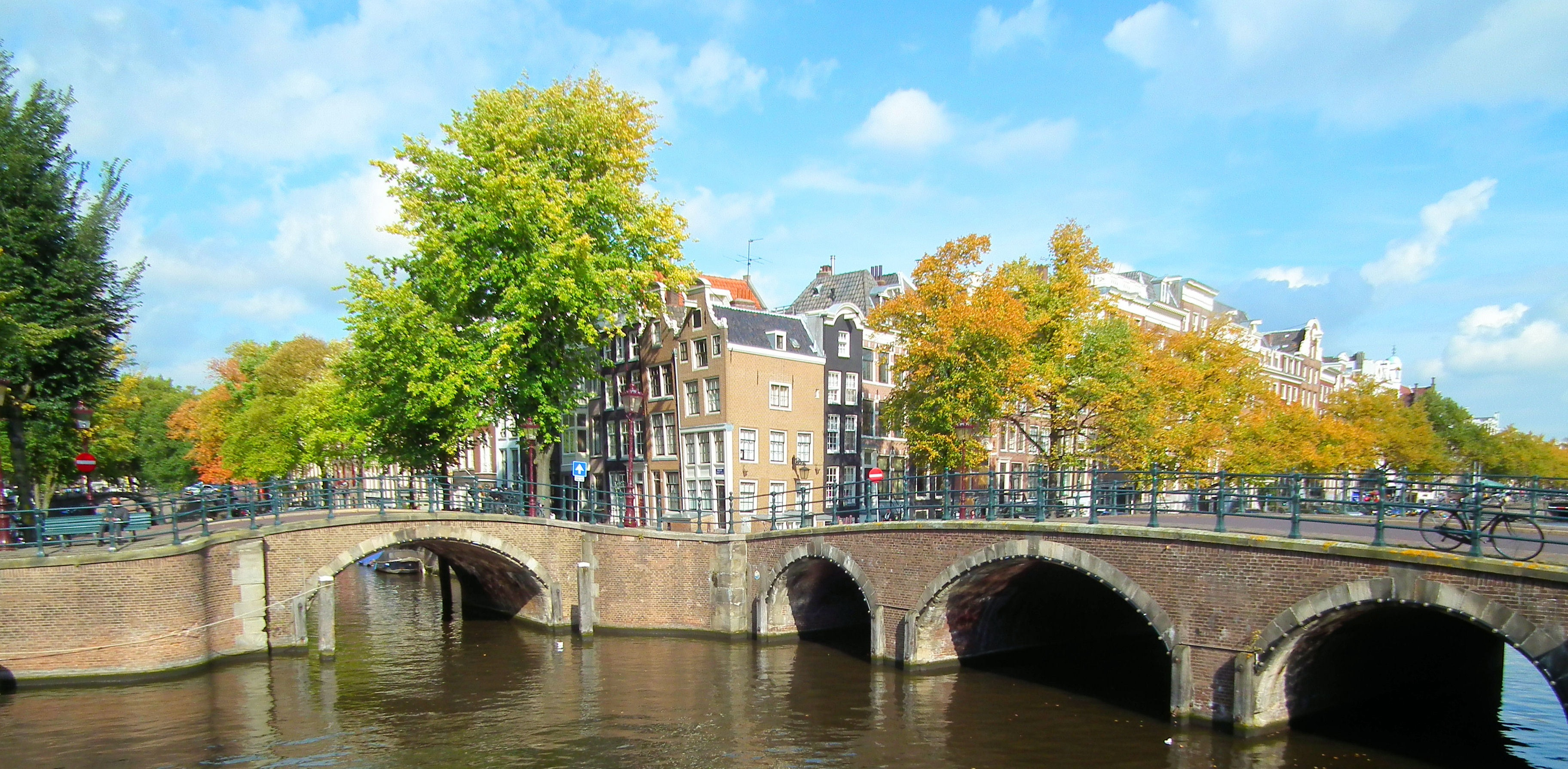
Амстердам. Його населення — 812 895 ос., населення району — 1 211 503, а агломерації — 2 158 372.

Місто-мільйонник — це загальний термін, що позначає місто, де живе понад 1 мільйон осіб.
За даними Організації Об'єднаних Націй, у майбутньому, зростання кількості міст продовжиться, хоча і дещо повільніше, ніж в останні кілька десятиліть.
На кінець 2024 року світі налічується понад 460 міст-мільйонників.